# Jim Poole
James Richard „Jim“ Poole (* 6. Februar 1932 in Nashville, Tennessee; † 7. November 2021 in Blacksburg, Virginia) war ein US-amerikanischer Badmintonspieler und Schiedsrichter im American Football.

## Karriere

### Badminton
Jim Poole war einer der dominierenden US-amerikanischen Badmintonspieler in den 1960er und 1970er Jahren. Sein erster Titel datiert aus dem Jahre 1958, als er die offen ausgetragenen US-Meisterschaften gewann. Dreizehn weitere Titel folgten bis 1979. Außerdem gewann er die Malaysia Open 1961. Für seine Verdienste wurde er 1970 in die US Badminton Hall of Fame aufgenommen.

### Sportliche Erfolge
| Saison | Veranstaltung              | Disziplin    | Platz | Name                                              |
| ------ | -------------------------- | ------------ | ----- | ------------------------------------------------- |
| 1958   | US Open                    | Herreneinzel | 1     | James Richard Poole                               |
| 1960   | US Open                    | Herrendoppel | 2     | Jim Poole / Manny Armendariz                      |
| 1961   | Malaysia Open              | Herreneinzel | 1     | James Richard Poole                               |
| 1961   | US Open                    | Herreneinzel | 1     | James Richard Poole                               |
| 1962   | Canadian Open              | Herreneinzel | 2     | James Richard Poole                               |
| 1962   | Canadian Open              | Herrendoppel | 1     | Jim Poole / Bobby Williams                        |
| 1964   | US Open                    | Herreneinzel | 2     | Jim Poole                                         |
| 1964   | US Open                    | Herrendoppel | 2     | Jim Poole / Mike Hartgrove                        |
| 1965   | Canadian Open              | Herreneinzel | 2     | James Richard Poole                               |
| 1965   | Canadian Open              | Herrendoppel | 1     | James Richard Poole / Channarong Ratanaseangsuang |
| 1966   | US Open                    | Herrendoppel | 2     | Jim Poole / Don Paup                              |
| 1968   | Irish Open                 | Herreneinzel | 2     | Jim Poole                                         |
| 1968   | US Open                    | Herreneinzel | 2     | Jim Poole                                         |
| 1968   | US Open                    | Herrendoppel | 1     | Jim Poole / Don Paup                              |
| 1968   | US Open                    | Mixed        | 2     | Jim Poole / Tyna Barinaga                         |
| 1970   | USA: Einzelmeisterschaften | Herrendoppel | 1     | Donald C. Paup / James Richard Poole              |
| 1970   | USA: Einzelmeisterschaften | Mixed        | 1     | Jim Poole / Tyna Barinaga                         |
| 1970   | US Open                    | Herrendoppel | 2     | Donald C. Paup / Jim Poole                        |
| 1971   | US Open                    | Herrendoppel | 2     | Jim Poole / Don Paup                              |
| 1971   | US Open                    | Mixed        | 1     | Jim Poole / Maryanne Breckell                     |
| 1971   | USA: Einzelmeisterschaften | Herrendoppel | 1     | Don Paup / Jim Poole                              |
| 1972   | USA: Einzelmeisterschaften | Herrendoppel | 1     | Donald C. Paup / Jim Poole                        |
| 1973   | US Open                    | Herrendoppel | 1     | Jim Poole / Don Paup                              |
| 1973   | USA: Einzelmeisterschaften | Herrendoppel | 1     | Jim Poole / Don Paup                              |
| 1974   | USA: Einzelmeisterschaften | Herrendoppel | 1     | Donald C. Paup / Jim Poole                        |
| 1975   | USA: Einzelmeisterschaften | Herrendoppel | 1     | Donald C. Paup / Jim Poole                        |
| 1977   | USA: Einzelmeisterschaften | Herrendoppel | 1     | Jim Poole / Mike Walker                           |
| 1979   | USA: Einzelmeisterschaften | Herrendoppel | 1     | Jim Poole / Mike Walker                           |
| 1986   | Kanada: Masters 50 plus    | Herrendoppel | 1     | J. Poole / A. Shaikh                              |
| 1986   | Kanada: Masters 50 plus    | Herreneinzel | 1     | J. Poole                                          |
| 1986   | Kanada: Masters 50 plus    | Mixed        | 1     | J. Poole / C. Bowyer                              |
| 1987   | Kanada: Masters 40 plus    | Herrendoppel | 1     | J. Poole / T. Carmichael                          |
| 1988   | Kanada: Masters 50 plus    | Herrendoppel | 1     | J. Poole / A. Shaikh                              |
| 1989   | Kanada: Masters 40 plus    | Herrendoppel | 1     | J. Poole / T. Carmichael                          |
| 1989   | Kanada: Masters 50 plus    | Herrendoppel | 1     | J. Poole / A. Shaikh                              |
| 1989   | Kanada: Masters 50 plus    | Mixed        | 1     | J. Poole / J. Jones                               |
| 1990   | Kanada: Masters 40 plus    | Herrendoppel | 1     | J. Poole / M. Walker                              |
| 1992   | Kanada: Masters 60 plus    | Herreneinzel | 1     | J. Poole                                          |
| 1992   | Kanada: Masters 60 plus    | Mixed        | 1     | J. Poole / J. Jones                               |
| 1992   | Kanada: Masters 60 plus    | Herrendoppel | 1     | R. Cornish / J. Poole                             |
| 1994   | Kanada: Masters 50 plus    | Herrendoppel | 1     | A. Gouw / J. Poole                                |
| 1994   | Kanada: Masters 60 plus    | Mixed        | 1     | J. Poole / J. Jones                               |
| 1994   | Kanada: Masters 60 plus    | Herrendoppel | 1     | J. Poole / A. Shaikh                              |

## Schiedsrichterkarriere
Poole war während seiner gesamten NFL-Laufbahn – von der Saison 1975 bis zur Saison 1995 – als Back Judge tätig und trug die Uniform mit der Nummer 92.
Er war bei insgesamt zwei Super Bowls im Einsatz: Beim Super Bowl XXI im Jahr 1987 war er in der Crew unter der Leitung von Hauptschiedsrichter Jerry Markbreit und beim Super Bowl XXVII im Jahr 1993 unter der Leitung von Hauptschiedsrichter Dick Hantak.